# 王世仕
王世仕（?—?），字惠仲，號紫泉，贵州貴筑縣（今屬貴陽市）人，清朝政治人物，同進士出身。

## 生平
乾隆六年（1741年）辛酉科貴州鄉試第一名舉人（解元）。乾隆七年（1742年）聯捷壬戌科三甲八十七名進士。選翰林院庶吉士，散館授檢討，歷官贊善，降知縣。